# Kultivary smrku ztepilého
Kultivary smrku ztepilého jsou v Česku oblíbenou dřevinou vysazovanou v parcích, zahradách, na skalkách i v živých plotech. Existuje více než padesát kultivarů smrku ztepilého, které mají nejrůznější tvar a jejich forma je často dost vzdálená od původní formy.

## Picea abies 'Nidiformis'

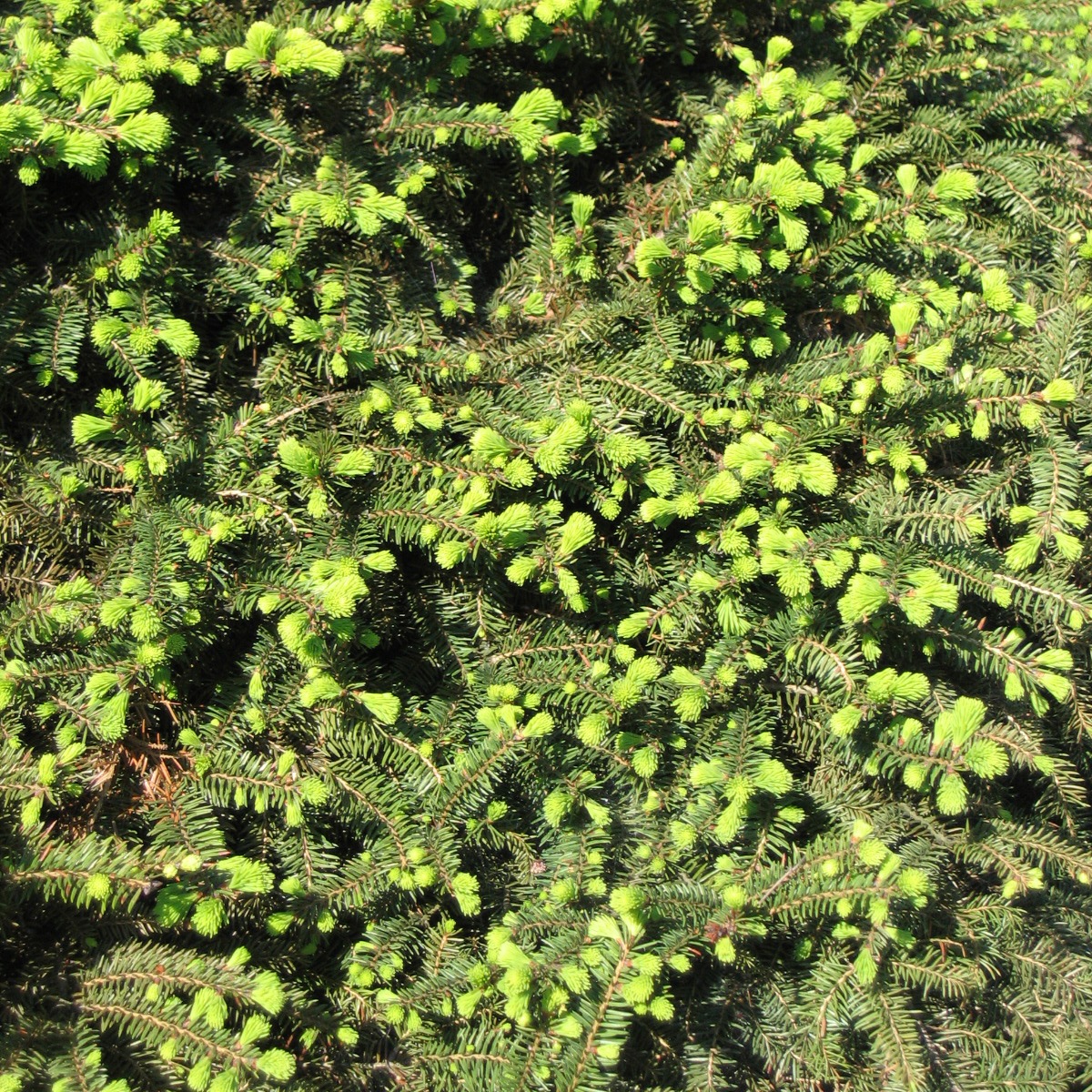
Picea abies Nidiformis

Jeden z nejpopulárnějších kultivarů.

### Popis
Zakrslá forma smrku, vytváří nízké husté nepravidelně polokulovité keře. Větve jsou zpočátku vystoupavé, ale později převisají. Dorůstá výšky 1 m a šířky 1–2,5 m, roční přírůstky činí 3–4 cm do výšky a 15–20 cm do šířky. Mladé jehličí má svěží, světlezelenou barvu. Roste pomalu.

### Pěstování
Je otužilý. Vyhovuje mu každá nepříliš suchá, ale spíše propustná humózní půda. Snese slunce i polostín. Při pěstování je celkem odolný proti suchu, nenamrzá a oproti smrku ztepilému (Picea abies) snese i exhalace.

### Použití
Tento kultivar je rozšířený jako dřevina do skalek a malých ploch.

### Rozmnožování
Lze jej množit řízkováním v druhé polovině léta. Dlouho zakořeňuje.

## Picea abies 'Echiniformis'

### Popis
Zakrslá forma, rostoucí jako malý keř, vytvářející polštáře kulovitého tvaru. Keře jsou husté s nepravidelným růstem. Dorůstá výšky 60 cm a šířky 1 m. Roste velice pomalu.

### Pěstování
Vyhovuje mu každá nepříliš suchá, ale propustná humózní půda. Není náročný a oproti smrku ztepilému snese i exhalace.

### Použití
Je rozšířený jako dřevina do malých skalek a malých ploch.

### Rozmnožování
Vegetativně řízky od června do srpna. Dlouho zakořeňuje.